# 米斯達
米斯達（Mista，1978年11月12日—），全名米格爾·安赫爾·費雷爾·馬丁內斯（Miguel Ángel Ferrer Martínez），是一名西班牙退役足球運動員，擔任前鋒。
2020年2月，米斯達被任命為加超聯球隊渥太華競技第一任總教練。

## 外部連結
- 西甲 米斯達數據 （页面存档备份，存于） （西班牙文）
- 西班牙國家隊 米斯達數據 （西班牙文）
- 米斯達 – FIFA國際賽競賽紀錄 (存檔)